# P-Toluolsulfonsäure
p-Toluolsulfonsäure ist eine organische Sulfonsäure. Sie bildet ein Monohydrat und ist ein wichtiges Reagenz in der organischen Synthese. Ihre Salze und Ester werden Tosylate genannt. Sie ist eine von drei isomeren Toluolsulfonsäuren.

## Darstellung
p-Toluolsulfonsäure stellt ein Nebenprodukt des Remsen-Fahlberg-Verfahrens zur Herstellung von Saccharin dar. Dabei entsteht sie durch Sulfonierung von Toluol. Die Aufreinigung erfolgt durch Kristallisation aus Salzsäure und azeotrope Trocknung.

## Eigenschaften
In wässrigen Lösungen ist p-Toluolsulfonsäure weitgehend dissoziiert. Ihre Barium- oder Bleisalze sind, im Gegensatz zu denen der Schwefelsäure, gut in Wasser löslich. p-Toluolsulfonsäure zersetzt sich in der Hitze, wobei u. a. Schwefeldioxid entsteht.

## Verwendung
p-Toluolsulfonsäure wird als saurer Katalysator, unter anderem für Acetalisierungen, Veresterungen oder für Dehydratisierungen, eingesetzt. Ihr Vorteil gegenüber Schwefelsäure ist hierbei, dass sie nicht oxidierend und kaum dehydratisierend wirkt. p-Toluolsulfonsäure wird zur Synthese der Pestizide Amitraz, Pretilachlor, Propaquizafop, Pyriproxifen und Triasulfuron benötigt. Pyridinium-para-toluolsulfonat, das ebenfalls als saurer Katalysator dient, wird durch Umsetzung von para-Toluolsulfonsäure mit Pyridin hergestellt.

## Toluolsulfonat als Abgangsgruppe
In der präparativen Chemie tritt das Anion der p-Toluolsulfonsäure als wichtige Abgangsgruppe bei nukleophilen Substitutionen auf. Mit dem Säurehalogenid p-Toluolsulfonsäurechlorid (Tosylchlorid), lassen sich Hydroxygruppen einer Verbindung zu Sulfonsäureestern überführen. Diese Gruppe ist im Vergleich zur Hydroxygruppe eine gute Abgangsgruppe.

## Gefahren
p-Toluolsulfonsäure enthält aufgrund der industriellen Herstellung meist etwas Schwefelsäure und wirkt in wässriger Lösung ätzend auf Haut, Schleimhäute und Augen. Beim Einatmen des Staubs besteht die Gefahr eines Lungenödems. 